# Ferromágnes
A ferromágnesek olyan anyagok, melyekre jellemző a ferromágnesség.
Minden olyan anyagot, amely állandó mágnes lesz külső mágneses tér hatására, és megtartja a mágnességét akkor is, ha a külső mágnesező teret eltávolítottuk a környezetéből, ma vagy ferromágnesnek vagy ferromágneses anyagnak neveznek. Korábban minden olyan anyagot, amely spontán mágneses tulajdonságokat mutatott, ferromágnesnek neveztek. A hétköznapi életben még ma is ez a szóhasználat.
Ha a kristályos anyag elemi cellájában lévő ionok mágnesessége azonos irányítású, akkor ferromágnesnek, ha viszont az elemi cella kétféle ionjának a mágnesessége két különböző főirányú, akkor ferrimágnesnek nevezik a mágneses anyagot. 
Az ismertebb ferromágneses fémek a vas, a kobalt és a nikkel.
Egyes ritkaföldfémek szintén ferromágneses tulajdonsággal bírnak. Ilyen a gadolínium, a holmium, a terbium, és a diszprózium.